# Heinrich von Gorkum
Heinrich von Gorkum (* um 1378 in Gorinchem; † 19. Februar 1431 in Köln; auch Henricus de Gorinchem) war ein niederländischer Thomist und Theologieprofessor in Köln.

## Leben
Über seine Jugend liegen keine sicheren Angaben vor, aber Heinrich von Gorkum muss um 1378 geboren sein. Er studierte – wahrscheinlich ab 1395 – an der Universität von Paris, wo er im Jahre 1397 den Baccalaureus und 1398 den Titel Licentiatus artium erwarb. In diesem Jahr fing er auch als Magister regens einer Burse mit seiner Lehrtätigkeit an, eine Arbeit, die er jedenfalls bis 1402 erfüllt hat. Von 1402 bis 1409 wird sein Name jedoch nicht mehr in den Akten genannt, es ist über diese Periode mit Sicherheit nichts festzustellen. 1410 und 1414 ist er Prokurator der englischen Nation, zu der auch die Niederländer, Skandinavier und Nord-Deutschen gehörten. 1411–1413 ist er Rezeptor der Deutschen. Ob er zuletzt 1413 Rektor war, ist zweifelhaft. Auch seine Promotion zum Magister artium 1418 ist belegt. Wahrscheinlich hat er dann in Paris Theologie studiert, denn im Jahre 1419 (am 20. Dezember) lässt er sich in Köln als Lizenziat der Theologie immatrikulieren. Im Januar 1420 wird er als Pariser Bakkalar (Baccalaureus) zur Promotion zugelassen, die er bereits am 27. Februar des gleichen Jahres absolviert.
Ab 1420 wirkte Heinrich als Theologieprofessor an der alten Universität zu Köln. Im gleichen Jahr wurde er zum Rektor gewählt. In Köln gründete Heinrich eine Burse, die später Gymnasium Montanum genannt wurde (die erste von den drei großen Bursen der Universität), und entwickelte seine schriftstellerische Tätigkeit. Im Jahre 1424 wurde Heinrich Vizekanzler der Universität, das ist der geschäftsführende Kanzler, der offizielle Kanzler war stets der Erzbischof. 1421 (Ostern, 23. März 1421 bis Michaelis, 29. September) war er an der Artes-Fakultät der erst kurz zuvor (13. November 1419) eröffneten Universität Rostock immatrikuliert. Im Sommersemester 1422 wurde er dort (nach Paris offenbar zum zweiten Mal) zum Bakkalar der Artes promoviert. Im Sommersemester 1427 lehrte er wohl kurz in der Artes Fakultät, jedenfalls wurde dazu sein Magister anerkannt. 1427 fiel ihm in Köln eine für die Kölner Professoren vorgesehene kirchliche Pfründe zu, indem er das Kanonikat der St.-Ursula-Stiftskirche erhielt. Damit war sein Unterhalt als Professor gesichert. 1428 wurde er dazu zum Pfarrer der Kirche Klein St. Martin gewählt. Beide Funktionen bekleidete er bis zu seinem Tod. Der Theologieprofessor starb am 19. Februar 1431.
Aus Heinrichs Schriften geht ein neues Interesse an den Werken des Thomas von Aquin hervor, die Heinrich auf didaktisch geschickte Art und Weise zusammenfassend behandelt. Die Werke Heinrich von Gorkums haben im 15. Jahrhundert für eine Wiederbelebung der thomistischen Lehre gesorgt. Heinrich hat in seinen Werken überdies versucht, die Ideen des Thomas von Aquin mit denen des Albertus Magnus zu vereinbaren. Obwohl Heinrich die via antiqua vertrat, weisen seine Werke auch den Einfluss Jean Gersons und neuplatonische Züge auf.

## Werke (Auswahl)
Heinrich von Gorkum hat philosophische, theologische und logische Schriften verfasst, von denen ein großer Teil auch gedruckt wurde. Von den überlieferten philosophischen Schriften, die Heinrich von Gorkum zugeschrieben werden, konnte nur vom Werk Propositiones libri physicorum die Autorschaft mit Sicherheit festgestellt werden. Bei den theologischen Werken geht es um drei größere Schriften:
- Lectura super Evangelium
- Quaestiones in Summam Sancti Thomae (Compendium Summae Theologiae), Esslingen, Konrad Fyner, 1473
- Conclusiones super IV libros Sententiarum (Brüssel, Brüder des Gemeinsamen Lebens), um 1480

Heinrichs Autorschaft vom Werk Supplementum (Complementum) IIIae Partis Summae Theologiae S. Thomae Aquintis ist umstritten. Heinrich hat auch einige kleinere Traktate verfasst, von denen manche zusammen überliefert worden sind. Es betrifft unter anderem folgende Werke:
- Tractatus de divinis nominibus
- Tractatus de observatione festorum
- Tractatus de justo bello
- Tractatus de superstitiosis quibusdam casibus
- Tractatus de practica ejiciendi daemones
- Tractatus contra articulos Hussitarum

Heinrich von Gorkum soll auch einige Schriften zur Logik verfasst haben, von denen A.G. Weiler jedoch keine Handschriften oder gedruckte Exemplare auftreiben konnte.